# Убийство Рины Шнерб
Убийство Рины Шнерб — палестинский террористический акт, совершённый Народным фронтом освобождения Палестины 23 августа 2019 года, в результате которого была убита 17-летняя Рина Шнерб из Лода, а её брат Двир Шнерб и отец, раввин Эйтан Шнерб, получили тяжёлые и средней тяжести ранения.

## Теракт
Утром 23 августа 2019 года семья Рины прибыла к источнику Дани (Эйн-Бубин) возле поселения Тальмон. Данный источник был назван в честь студента Дани Гонена, которого террористы убил на этом же месте 19 июня 2015 года. В то время, когда семья шла от машины к источнику, заметивший их террорист привёл в действие взрывное устройство с дополнительными поражающими предметами, заранее заложенное на месте. Заряд взорвался. Сразу после взрыва Эйтан Шнерб получивший ранения средней тяжести пытался провести дочке реанимационные мероприятия, но понял, что она не сможет выжить… Он её обнял, поцеловал и дал обещание, что всегда будет её помнить. Её брат Двир получил тяжёлые ранения. Раненых и убитую на вертолёте отправили в больницу, где брату погибшей сделали операцию и положили в реанимацию. Убийство террористы снимали на видеокамеру, но потом решили её сломать.

## Расследование теракта и суд
В сентябре 2019 года была задержана группа террористов, ответственных за убийство, в которую входили Валид Ханатша, Самэр Арабид, Язан Маджамс и Кассам Шибли — члены Народного фронта освобождения Палестины. После получения судебного разрешения 5 марта 2020 года дома террористов Язана Маджмаса из Рамаллы Уалида Ханатша из Бир-Зейта были разрушены. Третий террорист подал апелляцию на разрушение его дома.
Судебный процесс над ними начался в феврале 2023 года. В ходе расследования теракта Шин Бет объявил, что эта группа была частью террористической ячейки, состоящей примерно из 50 боевиков Народного фронта в районе Рамаллы, куда входили и высокопоставленные члены организации, включая Халеду Джаррар. У них было обнаружено много оружия, а также готовые к использованию взрывные устройства для нападения на евреев. В декабре 2020 года палестинец, осуждённый за то, что знал о намерении установить взрывное устройство и не сообщил об этом, был приговорён к двум годам тюремного заключения. В марте 2021 года Джаррар была приговорена к двум годам тюрьмы в рамках сделки о признании вины по обвинению в руководстве террористической организацией. В феврале 2023 года начался суд над убийцами.
Вследствие апелляции, поданной семьёй Шнерб в рамках судебной борьбы против Палестинской администрации из-за её финансовой поддержки террористов и их семей, в феврале 2025 года суд арестовал 20 миллионов шекелей со счетов Палестинской администрации. Раввин Эйтан Шнерб отметил: 

Это важный шаг в борьбе с терроризмом. Почти все убийцы Рины являлись руководителями правозащитных организаций, которые получали десятки тысяч шекелей. Мы поняли, что должны вести экономическую войну с терроризмом

## Финансирование терроризма
Некоторые источники указывают на вероятное финансирование терроризма со стороны иностранных организаций. Например, на фотографии 2017 года из Facebook представительства Нидерландов в Рамалле запечатлены глава отдела сотрудничества Хенни де Врис и Абдул Разек Фаррадж, финансовый директор, который два года спустя был осуждён по нескольким пунктам, включая пособничество в теракте против семьи Шнерб. Примечательно, что ячейкой НФОП, совершившей этот теракт, командовал бухгалтер UAWC Самер Арбид. Представитель Нидерландов в Рамалле обещал выделить UAWC около 20 миллионов долларов. Сама фотография была сделана после того, как представительство Нидерландов заключило сделку с UAWC на 11 миллионов долларов. После поднявшегося резонанса Нидерланды были вынуждены расторгнуть контракт ещё на 2,2 миллиона евро с UAWC из-за связей с Народным фронтом освобождения Палестины. Проверка выявила не только тесную связь 34 чиновников UAWC с «Народным фронтом освобождения Палестины», но и занятие рядом из них руководящих должностей и ответственность за убийство Рины Шнерб и другие теракты. Евросоюз тоже попросили заморозить будущее финансирование UAWC.
Немецкое издание «Еврейская панорама» пишет о возможной связи германского финансирования и терактом в пиццерии «Сбарро» в Иерусалиме, а также с убийством Рины Шнерб.

## Память

### Увековечение памяти
Рину Шнерб похоронили на кладбище в Лоде.
В память о Рене Шнерб была создана благотворительная и образовательная организация «Коль Рина» (Голос Рены). Организация управляет сетью магазинов подержанной одежды, где вещи продаются за один шекель, проводит открытые для публики субботние трапезы, реализует проект по сватовству, организует кампании по сокращению времени использования экранов, проекты по увеличению изучения Торы, обустройство источников, смотровых площадок и уголков природы по всей стране, а также другие инициативы.
Её брат Двир и певец Ицхак Меир выпустили в её память песню «Дрош На Доршеха», в которой есть слова «услышь Рину».
Отец Рены, раввин Эйтан Шнерб выписался из больницы спустя более месяца после теракта, в то время как его сын всё ещё остался в больнице. Эйтан Шнерб был выбран для зажжения факела на 73-й День независимости Государства Израиль. В обосновании его выбора было сказано, что он расширил деятельность благотворительной организации, которую возглавляет, после убийства дочери. Так же, за пять месяцев до теракта в котором была убита дочь Эйтана Шнерба он был награждён за предотвращение другого теракта в Самарии.
В 2020 году в её память была установлена смотровая площадка в «Нахалат Йосеф» возле Алон-Море в Самарии. Семья Шнерб заявила, что смотровая площадка является «посланием убийцам — мы не перестанем путешествовать по нашей любимой стране и будем строить ещё источники».
В 2022 году в её память был освящён источник в долине реки Иордан — «Эйн Рина». Объект был построен молодёжью поселения Махола при содействии организации «Коль Рина».
Впоследствии смотровые площадки, в её память были построены по всей стране: смотровая площадка Нахалат Йосеф, смотровая площадка Кармей Катиф, смотровая площадка Эйнав, смотровая площадка Оз Эцион, смотровая площадка Авитар, смотровая площадка Димона, смотровая площадка кибуца Саад, смотровая площадка Гитит, смотровая площадка Ницан, смотровая площадка Мигдалим, смотровая площадка Кохав Яаков, смотровая площадка Маале Хевер, смотровая площадка Долев, смотровая площадка Хават Йетедот, смотровая площадка Элазар, смотровая площадка Оз ве-Гаон, смотровая площадка Гиват Харель и смотровая площадка лагеря Гади.
Кроме того, семьёй Йона из Хиспина был запущен новый проект под названием «Пакль Рина» в честь бат-мицвы их дочери Яэль. «Пакль» включает в себя оборудование для приготовления еды и кофе, походные принадлежности, газовую горелку для готовки на природе, одноразовую посуду и многое другое, доступное в 14 источниках. Помимо этого, в «Пакле» есть книга, в которой путешественники могут оставлять свои мысли и впечатления о проекте, а также послания семье Шнерб.

### Уничтожение памяти
7 июня 2022 года смотровую площадку и беседку «Рина» разрушили израильские силовики.
4 сентября 2023 года полиция Израиля снесла туристический наблюдательный пункт у подножия квартала Мицпе-Ицхар, созданный в память о Рине Шнерб. Его возведение было признано незаконным.